# Інгуська Вікіпедія
Інгу́шська Вікіпедія (інг. Гӏалгӏай Вікіпеді) — розділ Вікіпедії інгуською мовою. Створено 18 квітня 2018 року. Станом на 24 березня 2025 року містить 2393 статті, 5250 зареєстрованих користувачів, 15 активних дописувачів, 2 адміністраторів
. Загалом, у розділі здійснено 15 462, редагувань — 69 703, завантажених файлів — 37
. Глибина (рівень розвитку мовного розділу) інгуської Вікіпедії — велика і становить 134.5 пунктів
.
Адміністратором Інгушської Вікіпедії є Муса Євлоєв і автоматичний фільтр зловживань.